# 小行星2824
小行星2824（2824 Franke）是一颗绕太阳运转的小行星，为主小行星带小行星。该小行星于1934年2月4日发现。
該小行星以美國生物物理學家恩斯特·K·法蘭克（Ernst K. Franke）命名。

## 轨道参数
小行星2824的轨道半长轴为2.3257010 AU，离心率为0.206。